# اختبارات تقارب متسلسلة
في التحليل الرياضي، نستخدم معايير التقارب للتحقق من تقارب سلسلة لامنتهية معطاة.
لتكن السلسلة {\displaystyle S} المكونة من مجموع حدود المتتالية {\displaystyle \left\{a_{1},\ a_{2},\ a_{3},\dots \right\}\!}
{\displaystyle S=\sum _{n=1}^{\infty }a_{n}=a_{1}+a_{2}+a_{3}+\dots \!}
نعرف {\displaystyle S_{N}\!} على انها سلسلة جزئية من {\displaystyle S\!}، حيث نكتفي بمجموع أول عدد N من الحدود
{\displaystyle S_{N}=\sum _{n=1}^{N}a_{n}=a_{1}+a_{2}+a_{3}+\dots +a_{N}\!}
نقول عن سلسلة بأنها متقاربة إذا تقاربت المتتالية المكونة من السلاسل الجزئية {\displaystyle \left\{S_{1},\ S_{2},\ S_{3},\dots \right\}}.
هناك عدة معايير لتحديد ما إذا كانت السلسلة متقاربة أم متباعدة

## معيار المقارنة
نقارن حدود المتتالية {\displaystyle \{a_{n}\}\!} بمتتالية أخرى {\displaystyle \{b_{n}\}\!} بحيث من أجل أي n،
إذا كان {\displaystyle 0\leq \ a_{n}\leq \ b_{n}}، وكانت السلسلة {\displaystyle \sum _{n=1}^{\infty }b_{n}} هي سلسلة متقاربة، فان{\displaystyle \sum _{n=1}^{\infty }a_{n}} متقاربة حتماً.
أما إذا كان{\displaystyle 0\leq \ b_{n}\leq \ a_{n}} وكانت السلسلة {\displaystyle \sum _{n=1}^{\infty }b_{n}} هي سلسلة متباعدة، فان السلسلة {\displaystyle \sum _{n=1}^{\infty }a_{n}} هي سلسلة متباعدة حتماً.

## معيار دالامبير
من أجل كل القيم الموجبة لـ n وa_n، يوجد عدد L بحيث
{\displaystyle L=\lim _{n\rightarrow \infty }\left|{\frac {a_{n+1}}{a_{n}}}\right|}
- إذا كان {\displaystyle L<1} فالسلسلة متقاربة.
- إذا كان L>1 فالسلسة متباعدة.
- في حال كان L=1 فعندها يكون المعيار غير ذي جدوى. ويمكن استخدام معيار رابي Raabe.

## معيار رابي
عندما
{\displaystyle \lim _{n\rightarrow \infty }\left|{\frac {a_{n+1}}{a_{n}}}\right|=1}
وإذا وجد عدد{\displaystyle c>0\!} بحيث
{\displaystyle \lim _{n\rightarrow \infty }\,n\left(\,\left|{\frac {a_{n+1}}{a_{n}}}\right|-1\right)=-1-c}
فعندها نقول أن السلسلة مطلقة التقارب.

## معيار كوشي الجذري
نبحث عن قيمة النهاية
{\displaystyle k=\lim _{n\rightarrow \infty }{\sqrt[{n}]{a_{n}}}\!}
- إذا كان {\displaystyle k<1\!} فالسلسلة متقاربة.
- إذا كان {\displaystyle k>1\!} فالسلسلة متباعدة.
- أما في حال {\displaystyle k=1\!} فنقول أن المعيار غير دي جدوى.